# 普雷森扎诺
普雷森扎诺（義大利語：Presenzano），是意大利卡塞塔省的一个市镇。总面积31平方公里，人口1770人，人口密度57.1人/平方公里（2009年）。ISTAT代码为061065。